# Liste der Monuments historiques in Locmaria
Die Liste der Monuments historiques in Locmaria führt die Monuments historiques in der französischen Gemeinde Locmaria auf.

## Liste der Bauwerke
| Bezeichnung                      | Beschreibung | Standort             | Kennzeichnung | Schutzstatus | Datum | Bild |
| -------------------------------- | ------------ | -------------------- | ------------- | ------------ | ----- | ---- |
| Ensemble fortifié de La Ferrière |              | (Lage)               | PA56000050    | Inscrit      | 2001  |      |
| Fort du Bugull                   |              | (Lage)               | PA56000035    | Inscrit      | 2000  |      |
| Fortin                           |              | Port-Maria (Lage)    | PA00091377    | Classé       | 1953  |      |
| Fortin de Kerdonis               |              | (Lage)               | PA56000037    | Inscrit      | 2000  |      |
| Réduit de La Biche               |              | (Lage)               | PA56000032    | Inscrit      | 2000  |      |
| Réduit de la Pointe-d’Arzic      |              | (Lage)               | PA56000034    | Inscrit      | 2000  |      |
| Réduit de Port-Maria             |              | (Lage)               | PA56000033    | Inscrit      | 2000  |      |
| Modellturm                       |              | Le Fort-André (Lage) | PA56000036    | Inscrit      | 2000  |      |

## Liste der Objekte
- Monuments historiques (Objekte) in Locmaria in der Base Palissy des französischen Kultusministeriums